# 시카고 대학교
시카고 대학교(영어: University of Chicago)는 미국 일리노이 주 시카고에 있는, 석유 재벌 존 D. 로크펠러의 기부금으로써 1890년에 설립된 연구 중심 사립 대학이다.
시카고 대학교는 세계 최고의 대학교 중 하나로 손꼽히며, 특히 경제학은 따라올 곳이 없기로 유명하다. 세계에서 가장 많은 노벨상 수상자를 배출한 대학교 중 하나이며 세계에서 4번째로 노벨상 수상자를 많이 배출한 국가인 프랑스 보다 수상자가 많다. 세계적인 학자를 많이 배출시킨 만큼 시카고 대학교는 많은 대학 순위에서 우수한 성적을 보인다. 2017/2018년 기준으로 미국에서 가장 많이 쓰이는 대학교 랭킹인 《U.S. 뉴스 & 월드 리포트》에서 미국 대학(학부)부문 3위를 차지하고 Times Higher Education World University Ranking, QS World University Ranking, Center for World University Ranking 등 대부분의 세계 대학교 순위에서 10위 안에 든다. 1891년 윌리엄 레이니 하퍼가 초대 총장으로 취임하여 1892년에 운영을 시작했다.

## 개요

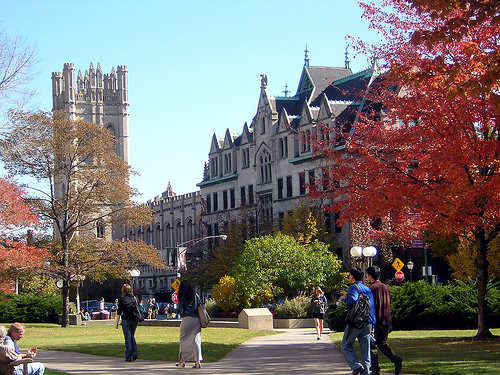
시카고 대학교

1890년 석유 재벌 존 D. 로커펠러의 기부금으로 개교하였다.
학생들은 대도시 시카고로부터 각종 인턴십이나 일할 수 있는 기회 또는 문화생활의 혜택을 받고 있다. 학부생 16% 정도가 아시아계 학생이다. 지금까지 세계에서 네번째로 많은 총 101명의 노벨상 수상자들이 시카고대학에서 수학하거나 교수로 지냈다. 미국 일리노이 주의 시카고 다운타운에서 남쪽으로 7마일 떨어진 하이드팍에 위치한 이 대학은 교수-학생 비율이 1대 5정도로 미국에서 가장 양호한 교수자원을 가진 학교 중의 하나로 평가되고 있다.
시카고 대학은 실용적인 학문보다는 순수학문에 치중하는 전통적 경향을 띄고 있으며, 따라서 이 대학의 학생들은 처음 2년간 폭넓은 교양과목을 강조하는 리버럴 아츠 프로그램을 택하고 있다. 뿐만 아니라, 시카고의 학구적인 학풍은 여러 대학 안내 책자에서 동부의 스와스모어 대학교와 매사추세츠 공과대학교, 서부의 캘리포니아 공과대학교와 더불어 미국에서 학생 공부시간이 가장 많은 것으로 소개되고 있다. 세계적으로 이름이 잘 알려진 교수들도 학부생을 가르치고 있을 뿐만 아니라 이 대학과 관련된 노벨상 수상자가 지난 100년간 101명이나 된다.
시카고 대학은 많은 분야에서 잘 알려져 있지만 전통적으로 사회과학 분야에서 특히 강세를 보이고 있다. 특히 경제학과 물리학은 시카고가 주력으로 내세우는 학과이다. 경제학은 정부의 개입을 최소화하고 규제완화를 주장하는 신자유주의 경제학을 이끌어 온 시카고 학파의 창시지로 명성이 높다. 또한 물리학과는 시카고 대학 교수로 제직했던 물리학자 엔리코 페르미의 이름을 딴 페르미 국립 가속기 연구소와 아르곤 국립 연구소와의 활발한 연계로 유명하다. 그 외에도 정치학, 철학, 사회학 등은 최상위의 위치를 인정받고 있으며, 천문학, 지리학, 수학 등도 정상급에 올라 있다. 시카고 대학의 학부생 80% 이상은 졸업 후 5년 이내에 전문대학원이나 일반대학원 과정으로 진학한다.
전문대학원 중에는 의학대학원(Pritzker School of Medicine, University of Chicago), 법학대학원(University of Chicago Law School), 경영대학원(University of Chicago Booth School of Business) 등이 유명하다. 특히 경영대학원은 세계랭킹 1위를 매년 앞다투는 수준이며 법학대학원 역시 미국의 T6라고 불리는 6대 로스쿨 중 하나이다. 버락 오바마 대통령은 1993년부터 2004년까지 시카고대학교 법학대학원에서 강사로 재직하며 헌법학 강의를 했다.

## 학부 입학 현황과 각종 평가
2020년 졸업예정으로 2016년 가을에 입학하는 학부 신입생(Class of 2020)의 경우 31,411명의 지원자 중 7.9%인 2,482명이 합격했다. 이것은 또 다른 명문대인 매사추세츠 공과대학교의 합격률과 동등하다.또한 미국 대학 입시 시험인 SAT시험에서 학부생의 25%가 만점을 받으며 평균 점수가 미국내에서 가장 높다. (2번째로는 MIT가 2위이다). 입학생의 97%가 자기 고등학교에서 성적으로 상위 10%안에 든다.
2019년 《U.S. 뉴스 & 월드 리포트》 미국 종합대학 학부 순위에서 시카고 대학교의 학부는 예일 대학교, 컬럼비아 대학교, 메사추세츠 공과대학교와 공동 3위로 평가되었다. 전문대학원은 경영대학원이 하버드 경영대학원과 공동 종합MBA 순위 1위, 로스쿨이 4위, 의학대학원이 11위를 기록했다. 또한 경영대학원은 《파이낸셜 타임스》의 2014년 세계 경영대학원 순위에서 세계 9위, 《이코노미스트》의 2013년 세계 경영대학원 순위에서 세계 1위를 기록했다.
세계 대학 순위에서는 시카고 대학을 2014년 《U.S. 뉴스 & 월드 리포트》세계 대학 순위가 9위로, 2014년 중국 세계 대학 학술 순위가 9위로, 2014년 영국 타임즈 고등교육 세계 대학 랭킹이 9위로, 타임즈 고등교육 세계 대학 학계 평판도 순위가 14위로, 2013년 영국 QS 세계 대학 순위가 9위로, 2013년 사우디아라비아 세계대학랭킹센터(Center for World University Rankings)가 발표한 세계 대학 순위가 9위로 평가했다.
세계경제포럼이 선정한 세계 최상위 26개 대학 중 하나이다.

## 저명한 동문

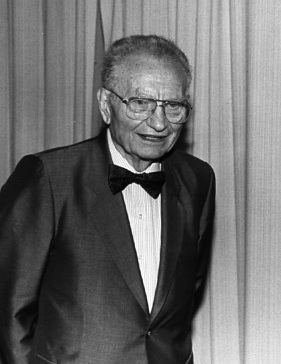
폴 새뮤얼슨, 학부 학사, 1935

시카고대는 수많은 유명 인물들을 배출했다. 정치 분야에는 볼리비아 제74대 대통령 곤살로 산체스 데 로사다, 전 엘살바도르 대통령 알바로 마가냐, 2016년 미국대선에서 '샌더스 열풍'을 일으킨 버니 샌더스 국회의원, 전 캐나다 총리 윌리엄 맥킨지 킹등이 있다. 재계에는 전 세계은행 총재 폴 월포위츠, 마이크로소프트 CEO 사티아 나델라, 전 세계에서 가장 큰 컨설팅 회사인 맥킨지 & 컴퍼니의 창업주 제임스 맥킨지, 전 세계에서 가장 큰 헤지 펀드인 AQR Capital의 공동 창업주인 Cliff Asness 하고 John Liew, 전 세계에서 가장 큰 사모펀드인 Blackstone의 창업주 Peter Peterson, 질레트 회장 제임스 킬츠, 전 IBM 회장 존 오펠, 패러마운트 픽처스 회장 셰리 랜싱, 전 모건 스탠리 회장 필립 J. 퍼셀, 현 하얏트 호텔 회장 톰 프리츠커 등이 있다.
현재 세계에서 가장 많은 29명의 노벨 경제학상 수상 졸업생과 교수를 배출했으며 시카고 학파로 유명한 경제학 분야에는 노벨 경제학상 수상자 폴 새뮤얼슨, 밀턴 프리드먼, 허버트 사이먼, 제임스 뷰캐넌, 조지 스티글러, 로버트 루카스, 해리 마코위츠, 게리 베커, 마이런 스콜스, 유진 파마 등이 시카고대를 졸업했다.
또한 경제학만큼 대중적으로는 알려져있지는 않지만 시카고대의 물리학과도 경제학부랑 같이 29명의 노벨 물리학상 수상자를 배출해 왔다. 실제로 세계 첫 핵반응로를 시카고 대학 캠퍼스에서 전설적인 물리학자인 엔리코 페르미교수가 개발했다.
그 외에도 학계에는 DNA 구조의 발견한 학자이나 노벨 생리학·의학상 수상자인 제임스 D. 왓슨, 퓰리처상 수상 정치학자 세바스찬 드 그래지어, 정치학자 새뮤얼 헌팅턴, 필즈상 수상 수학자 폴 코언과 존 그리그스 톰프슨, 튜링상 수상 수학자 리처드 해밍, 사회학자 윌리엄 푸트 화이트, 심리학자 로렌스 콜버그, 캐나다의 환경운동가 데이비드 스즈키, 과학 저술가 마틴 가드너, 1978년 튜링상 수상 컴퓨터 과학자 로버트 플로이드, 생물학자 린 마굴리스 등이 있다. 천문학 분야에서는 퓰리처상을 수상한 칼 세이건, 천문학자 에드윈 허블 등이 있다.
문학/예술계에는 퓰리처상 수상 소설가 솔 벨로, 휴고상 수상 소설가 커트 보네거트, 비평가 및 소설가 수전 손택, 캐나다의 소설가 스티븐 리콕 등이 있다. 음악가로는 아카데미상을 수상한 필립 글래스, 배우로는 《마이 걸》로 잘 알려진 애나 클럼스키 등이 있다.
한인 동문으로는 외교관 윤치창, SK그룹 설립자 최종건, 전 SK그룹 회장 최종현, 현 SK그룹 회장 최태원, LG전자 부회장 구본준, 조선일보 뉴미디어실 부실장 겸 전략기획마케팅팀장 방정오 등이 있다.

## 대중문화 속 시카고 대학교
- 《해리가 샐리를 만났을 때》 (미국 영화, 1989)
- 《인디아나 존스》 (미국 영화, 1981, 1984, 1989, 2008)
- 《마션 》 (미국 영화, 2015)
- 《다이버전트 》 (미국 영화, 2014)

## 같이 보기
- 시카고 대학교 로스쿨
- 시카고 학파